# 인문강단 락
인문강단 락은 매주 목요일 밤 12시 30분에 KBS 1TV로 방송된 강연 전문 텔레비전 프로그램이다.

## 기획 의도
지성인들의 질문과 해답을 제시하는 강연 텔레비전 프로그램이다.

## 방송 시간
| 방송 채널 | 방송 기간                          | 방송 시간                          |
| --------- | ---------------------------------- | ---------------------------------- |
| KBS 1TV   | 2013년 10월 24일 ~ 2014년 7월 17일 | 매주 목요일 밤 12:30 ~ 1:10 (40분) |

## 방송 회차
| 회차 | 연도   | 방송일    | 제목 (원제)                                   |
| ---- | ------ | --------- | --------------------------------------------- |
| 1    | 2013년 | 10월 24일 | 즐거운 논어 읽기                              |
| 2    | 2013년 | 10월 31일 | 즐거운 논어 읽기                              |
| 3    | 2013년 | 11월 7일  | 즐거운 논어 읽기                              |
| 4    | 2013년 | 11월 14일 | 즐거운 논어 읽기                              |
| 5    | 2013년 | 11월 21일 | 빅뱅우주론                                    |
| 6    | 2013년 | 11월 28일 | 빅뱅우주론                                    |
| 7    | 2013년 | 12월 5일  | 빅뱅우주론                                    |
| 8    | 2013년 | 12월 12일 | 빅뱅우주론                                    |
| 9    | 2013년 | 12월 19일 | 강신주의 詩, 철학에게 말 걸다                 |
| 10   | 2013년 | 12월 26일 | 강신주의 詩, 철학에게 말 걸다                 |
| 11   | 2014년 | 1월 2일   | 강신주의 詩, 철학에게 말 걸다                 |
| 12   | 2014년 | 1월 9일   | 강신주의 詩, 철학에게 말 걸다                 |
| 13   | 2014년 | 1월 16일  | 조관희 교수의 중국을 이해하는 6가지 키워드    |
| 14   | 2014년 | 1월 23일  | 조관희 교수의 중국을 이해하는 6가지 키워드    |
| 15   | 2014년 | 2월 6일   | 조관희 교수의 중국을 이해하는 6가지 키워드    |
| 16   | 2014년 | 2월 20일  | 조관희 교수의 중국을 이해하는 6가지 키워드    |
| 17   | 2014년 | 2월 27일  | 조관희 교수의 중국을 이해하는 6가지 키워드    |
| 18   | 2014년 | 3월 6일   | 조관희 교수의 중국을 이해하는 6가지 키워드    |
| 19   | 2014년 | 3월 13일  | 전중환 교수의 진화의 풍경                     |
| 20   | 2014년 | 3월 20일  | 전중환 교수의 진화의 풍경                     |
| 21   | 2014년 | 3월 27일  | 전중환 교수의 진화의 풍경                     |
| 22   | 2014년 | 4월 3일   | 전중환 교수의 진화의 풍경                     |
| 23   | 2014년 | 4월 10일  | 조윤범의 클래식 여행 : 낭만과 열정의 작곡가들 |
| 24   | 2014년 | 5월 1일   | 조윤범의 클래식 여행 : 낭만과 열정의 작곡가들 |
| 25   | 2014년 | 5월 8일   | 조윤범의 클래식 여행 : 낭만과 열정의 작곡가들 |
| 26   | 2014년 | 5월 15일  | 조윤범의 클래식 여행 : 낭만과 열정의 작곡가들 |
| 27   | 2014년 | 5월 22일  | 장대익의 인간의 독특성 - 소셜마인드의 진화    |
| 28   | 2014년 | 5월 29일  | 장대익의 인간의 독특성 - 소셜마인드의 진화    |
| 29   | 2014년 | 6월 12일  | 장대익의 인간의 독특성 - 소셜마인드의 진화    |
| 30   | 2014년 | 6월 19일  | 장대익의 인간의 독특성 - 소셜마인드의 진화    |
| 31   | 2014년 | 6월 26일  | 이주은 교수의 벨에포크 유럽문화산책           |
| 32   | 2014년 | 7월 3일   | 이주은 교수의 벨에포크 유럽문화산책           |
| 33   | 2014년 | 7월 10일  | 이주은 교수의 벨에포크 유럽문화산책           |
| 34   | 2014년 | 7월 17일  | 이주은 교수의 벨에포크 유럽문화산책           |